# Tizzy T
Tizzy T, також ТТ (справжнє ім'я Се Жуйтао) — китайський музичний хіп-хоп продюсер і репер. Входить до числа 6 найкращих реперів у рейтингу iQiyi «The Rap Of China».

## Біографія
Tizzy T народився 22 лютого 1993 року в Чаочжоу, провінція Гуандун.
У 2010 році він виграв чемпіонат Південно-Китайського конкурсу з бітбоксу «Addicted to Mouth».
У 2012 році ТТ та репер Person сформували реп-гурт «Two Red» та створили серію реп-робіт на діалекті Чаошань.
На початку 2016 року він офіційно приєднався до лейблу хіп-хоп лейблу Yo Nation, 29 січня випустив свій перший сольний повноформатний альбом Your Boy, а в серпні випустив цифровий альбом 768mixtape.
У березні 2017 року TT офіційно підписав контракт із Modern Sky  і згодом випустив сингл та кліп «020».
24 червня 2017 року він взяв участь у реаліті-шоу «The Rap Of China» iQiyi та, нарешті, увійшов до шістки найкращих у країні, зібравши мільйони прослуховувань на китайських сайтах потокового відео.
Також у 2017 році Tizzy T вийшов на міжнародний рівень, здійснивши тур Великою Британією та Північною Америкою.
31 грудня 2017 року він взяв участь у новорічній вечірці Dragon TV, співпрацюючи з Джої Юнг та Фей Юйцином.
З моменту дебюту регулярно бере участь у колабораціях з іншими реп-виконавцями, серед яких Papi Tre, VaVa, GALI, Capper, GAI та інші.

## Нагороди та номінації
У грудні 2017 року він виграв премію «Молода модель» для молодих музикантів-початківців на церемонії нагородження «Дух майстра · Молодіжна модель».
17 січня 2018 року став найпопулярнішим музикантом року на церемонії вручення нагород NetEase Cloud Music Original Ceremony 2017.